# Shūji Mukai
Shūji Mukai (japanisch 向井 修二 Mukai Shūji; * 1939 in Kōbe, Präfektur Hyōgo) ist ein japanischer Avantgarde-Künstler und Mitglied der Gutai Art Association. Shūji Mukais Werk zeichnet sich durch den einfallsreichen Einsatz verschiedener von ihm geschaffener Symbole aus, die sowohl Leinwände als auch Räume füllen. Manchmal benutzt er sogar seinen eigenen Körper als Leinwand.

## Leben
Shūji Mukai studierte von 1958 bis 1960 an der Kunsthochschule in Osaka. 1959 traf er Jirō Yoshihara, den Gründer der Gutai Art Association. Yoshihara schätzte Mukais Talent und nahm ihn 1961 als jüngstes Mitglied in die Gruppe auf. 1964 zeigte das Museum of Modern Art in New York (MoMA) Werke von Shūji Mukai in der Ausstellung New Japanese Painting and Sculpture, die bis 1967 durch die Vereinigten Staaten tourte. Der Kurator William S. Lieberman erwarb zwei von Mukais Arbeiten für die Sammlung des MoMA. 1966 präsentierte Mukai seine erste Installation in Osaka, indem er den gesamten Innenraum des Jazz-Cafés „Check“ mit seinen einfallsreichen Symbolen füllte. 1969 veranstaltete Mukai ein Happening (Burning All My Works), bei dem er einen Teil seine Werke verbrannte und eine Pause einlegte. Erst 1990 nahm er die künstlerische Arbeit wieder auf.
Für die Gutai-Retrospektive des Solomon R. Guggenheim Museums im Jahr 2013 mit dem Titel Gutai: Splendid Playground stellte Mukai seinen berühmten Symbol Room aus der 8. Gutai-Ausstellung nach, indem er die gesamte Oberfläche der Aufzüge und Toiletten des Museums mit Millionen von Symbolen bedeckte. Im Dezember 2016 schuf er Sky Space Earth, eine Installation aus mit Symbolen bedeckten Säulen für die neue Louis Vuitton Boutique, die unter der Leitung des Architekten Peter Mariono in Soho, New York, eröffnet wurde. Im Frühjahr 2017 präsentierte er eine raumfüllende Installation in The Warehouse, einer von Howard Rachofsky geleiteten Kunstgalerie in Dallas. Neun Tage lang bedeckte Mukai mit zwei Assistenten die gesamte Oberfläche der Räume mit seinen abstrakten Symbolen. Acrylfarbe, Filzstift und Klebeband schufen eine Vielzahl von Texturen und Schichten, die die Wahrnehmung der Räume verzerrten und verkomplizierten. Anlässlich der Eröffnung des neuen, von Peter Marino entworfenen Chanel-Gebäudes in Tokio im Dezember 2017 überzog Mukai das gesamte Gebäude mit seinen Symbolen.

## Werk
Das Werk von Shūji Mukai zeichnet sich durch eine erfinderische Bildsprache aus, die sich aus piktografischen Zeichenmustern zusammensetzt, die die Leinwand, den Raum und manchmal sogar den Körper des Künstlers selbst ausfüllen. Sein Bildraum ist gefüllt mit ○×△ und anderen verschiedenen Symbolen, die sich endlos übereinander schichten.

## Ausstellungen
Einzelausstellung: Gutai Pinacotheca, Osaka, 1963. Seit 1959 Teilnahme an verschiedenen Gruppenausstellungen, u. a. XII Premio Lissone, Lissone (Italien), 1961; Contemporary Trend of Japanese Paintings and Sculptures, National Museum of Modern Art, Kyoto, 1964; First Exhibition for the Prize of the Nagaoka Museum, Museum of Contemporary Art, Nagaoka, 1964. Zu den jüngsten Ausstellungen seiner Werke zählen Präsentationen im Hyogo Prefectural Museum of Art, Kobe (2014), im Nariwa Museum of Art, Okayama (2014), im Karuizawa New Art Museum, Nagano (2014), im Palazzo Fortuny, Venedig (2015) und bei Louis Vuitton, New York (2016). Mukais Werke befinden sich in den ständigen Sammlungen des Museum of Modern Art, New York, des National Museum of Art, Osaka und des Hyogo Prefectural Museum, Kobe.